# Kuranstalt Jungborn

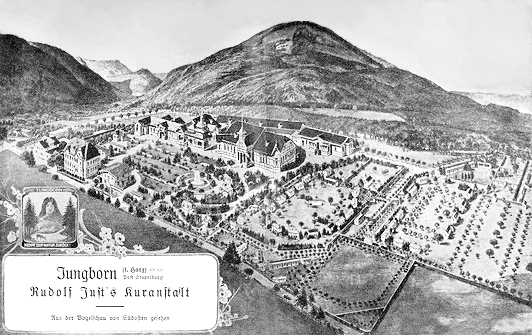
Kuranstalt Jungborn um 1920

Die Kuranstalt Jungborn war eine Kuranstalt, die 1896 im Tal der Ecker bei Stapelburg von Adolf Just gegründet wurde. Sie gilt als Deutschlands erste und größte Naturheilanstalt. Die Einrichtung diente bis zum Zweiten Weltkrieg für Kuren und wurde anschließend  für ähnliche Zwecke weitergenutzt. Wegen ihrer Nähe zur Innerdeutschen Grenze wurde die auf dem Gebiet der DDR liegende Anlage Anfang der 1960er Jahre aus Gründen der Grenzsicherung komplett beseitigt.

## Beschreibung
Die Kuranstalt Jungborn lag in 250 Meter Höhe über Normalnull an der Nordostseite und damit niederschlagsärmeren Leeseite des Harzes. Das im Tal gelegene Gelände war durch Baumbewuchs windgeschützt. Es war anfangs rund 10 Hektar groß und dehnte sich später auf 40 Hektar aus. Darauf befanden sich zahlreiche Bauten, darunter Lufthütten, Lichtlufthäuschen, Speisesäle sowie Verwaltungs- und Versorgungsgebäude. Die rund 100 aus Holz errichteten Lichtlufthäuschen dienten Kurgästen als Unterkunft. Sie hatten ein bis zwei Zimmer und wiesen große Fenster sowie Luftklappen auf.

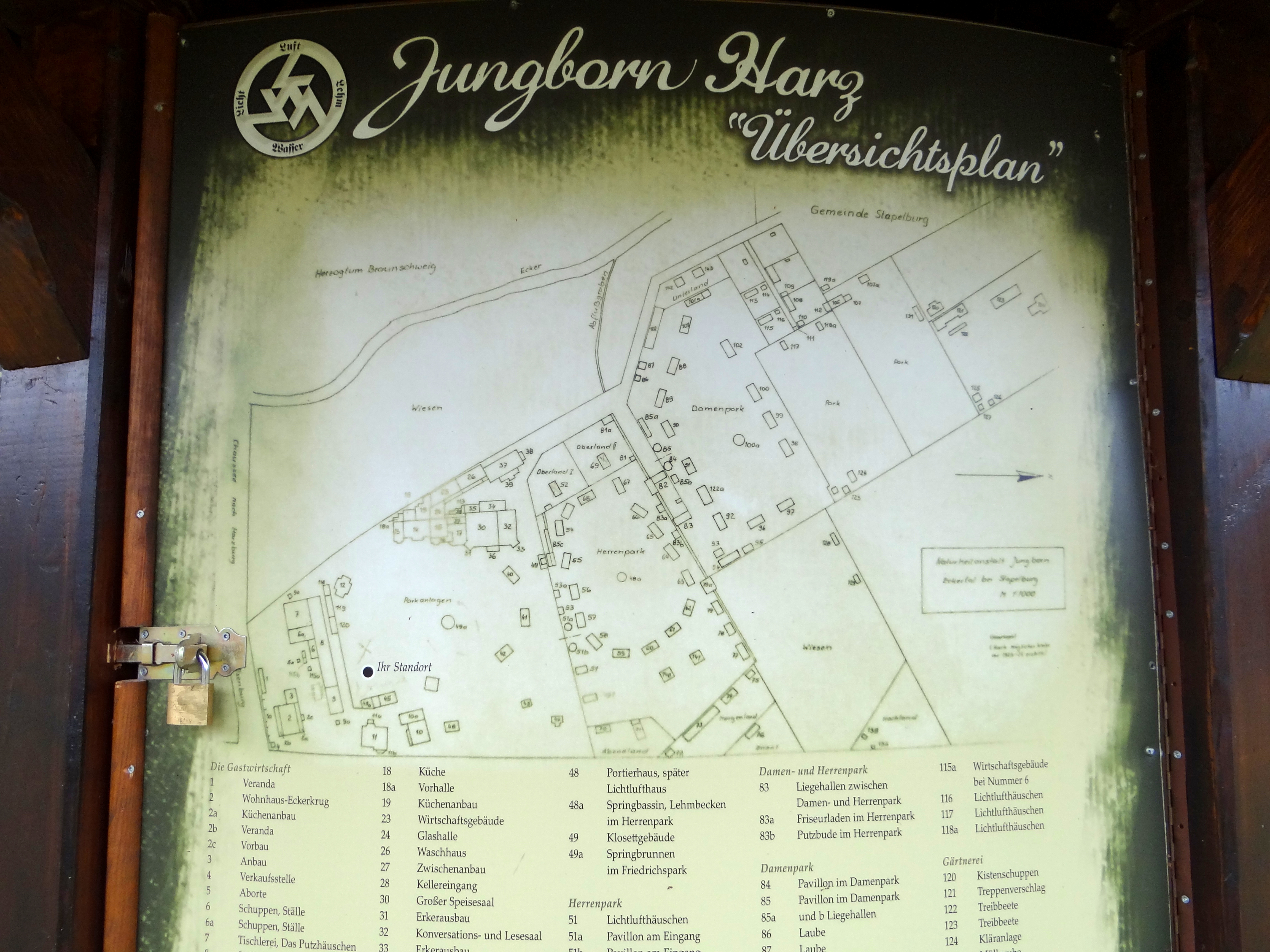
Skizze des Kurgeländes mit dem Gebäudebestand

Zur Kuranstalt gehörte eine Gärtnerei mit Gewächshäusern, Ackerland und Obstplantagen, deren Produkte im Kurbetrieb verwertet wurden. Anfangs war die Unterbringung von rund 250 Kurgästen möglich. Die Blütezeit der Kureinrichtung waren die 1920er-Jahre, gegen deren Ende sie Ortsteil von Stapelburg wurde. Mit der Errichtung von festen Gebäuden und dem Einbau von Heizung und Warmwasser ab 1924 wurde der Kurbetrieb auf das ganze Jahr ausgedehnt. Im Sommer kamen zwischen 500 und 1000 Kurgäste. 1930 wurde die Kuranstalt durch die Anpachtung der Villa Waidmannsruh und den Kauf des benachbarten Föhrenhauses erweitert.
Die Kuranstalt war in den Friedrichspark, den Damenluftpark und den Herrenluftpark unterteilt. In den Parkbereichen fanden morgendliche Freiübungen mit Gesang und Spiel statt. Der Damen- und Herrenpark war durch eine zwei Meter hohe Holzwand getrennt, da viele Kurbehandlungen in Freikörperkultur stattfanden. Daneben gab es weitere kleinere Parks.

## Kuren
Die Kuranstalt war ein ärztlich betreutes Sanatorium für einfache Heilverfahren unter dem Wahlspruch des Gründers Adolf Just „Kehrt zur Natur zurück“. Ziel der Kuren war es, erschöpften und kranken Menschen ein einfaches, naturnahes Leben mit Ruhe und Besinnung anzubieten. Als Heilmittel der Natur wurden Wasser, Erde, Licht und Luft genutzt. Die Kuren basierten auf einer „planmäßigen Krankenernährung nur mit Beeren, rohem Obst, Nüssen, Vollkornbrot, roher Süß- und Sauermilch sowie Milcherzeugnissen“ unter Verzicht auf Fleisch. Es gab eine Heilgymnastik mit Atem-, Lockerungs- und Entspannungsübungen sowie eine besondere, durchgreifende Massage. Die Kurzeit ging in den Anfangsjahren vom 15. Januar bis 15. Oktober, später war sie aufgrund fester Gebäude ganzjährig. Die Kurgäste blieben je nach Krankheit zwischen drei und sechs Wochen. Der als Lehmpastor bezeichnete Emanuel Felke war Gast in der  Kuranstalt und gründete nach diesem Vorbild eine eigene Kureinrichtung in Bad Sobernheim.
Zur Erholung und Entspannung kamen auch prominente Kurgäste, die die Abgeschiedenheit der Kuranstalt nutzten. Dazu zählten Schauspieler wie Marika Rökk, Viktor de Kowa und Hans Albers sowie der Sänger Leo Slezak. Der Schriftsteller Franz Kafka soll bei einem Kuraufenthalt 1912 eine Schreibkrise überwunden haben.

## Geschichte

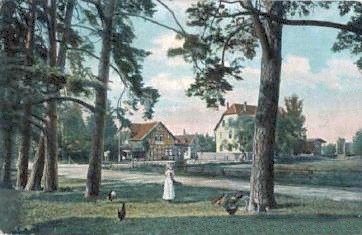
Kuranstalt Jungborn mit dem früheren Gasthaus Eckerkrug und dem Haus Maria um 1900

Gründer der Kuranstalt Jungborn war der gelernte Buchhändler Adolf Just, der ab 1882 in der Braunschweiger Buchhandlung Graff arbeitete. Als er wenige Jahre später an einem Nervenleiden erkrankte und schulmedizinische Behandlungsmethoden versagten, wandte er sich Naturheilverfahren zu, unter anderem Kneippkuren. Durch Selbststudium wurde er zum Laienmediziner und empfahl Lösserde als Heilmittel. 1895 erwarb Just das außerhalb von Stapelburg an der Ecker gelegene Gasthaus Eckerkrug mit 14 Morgen Wiese. Darauf errichtete er die Kuranstalt Jungborn, deren erster Spatenstich am 1. April 1896 erfolgte und die am 20. Juni 1896 eröffnet wurde. Der Name „Jungborn“ ist angelehnt an den mythologischen Begriff Jungbrunnen. Ab 1908 leitete der Rudolf Just, der Bruder des Gründers, die Kuranstalt und baute sie weiter aus. In dieser Zeit trug sie die Bezeichnung Jungborn. Rudolf Just's Kuranstalt.
Nach fast 50-jährigem Kurbetrieb wurde die Kuranstalt während des Zweiten Weltkriegs 1943 zum Kinderlandverschickungslager und 1944 zum Lazarett umfunktioniert. Nach dem Krieg wurde die Kuranstalt beschlagnahmt und diente von 1945 bis 1953 innerhalb der sowjetischen Besatzungszone als Lungenheilstätte für Tuberkulosekranke. 1952 wurde die Heilstätte geräumt und es kam zum mehrjährigen Leerstand. Nach einer Renovierung wurde die Einrichtung von 1960 bis 1962 als staatliches Altersheim der DDR weiter genutzt. Wegen der Nähe zur Innerdeutschen Grenze, die die am Grundstück entlang fließende Ecker darstellte, wurden im Rahmen der Grenzsicherung 1964 alle Gebäude abgetragen, da sie in der Sperrzone lagen.

### Heutige Nutzung des Geländes
Nach der Wende wurden im Bereich Stapelburg 1990 die Grenzanlagen beseitigt. Seither ist das Gelände der früheren Kuranstalt Jungborn öffentlich zugänglich. Es liegt heute an der Ländergrenze zwischen Niedersachsen und Sachsen-Anhalt im Bereich des Grünen Bandes. Im Laufe der Zeit wucherte das Areal zu. 2006 führte eine Bildungsinstitution ein Rechercheprojekt zur Geschichte der Kuranstalt durch. Seither wird das Gelände vom Förderverein Jungborn Harz von Bewuchs freigehalten und betreut. Es stellt sich heute als eine große Wiese mit lichtem Baumbestand dar.
2007 kam es am Gelände zu einer 111. Jahr-Feier und es entstand auf Grundlage alter Fotos und Zeichnungen ein Modell der Kuranstalt im Maßstab 1:100. 2008 wurde der Nachbau eines Lichtlufthäuschens auf dem Gelände errichtet.
Am Gelände führt der Harzer Grenzweg vorbei, zu dem hier eine Sonderstempelstelle der Harzer Wandernadel besteht.

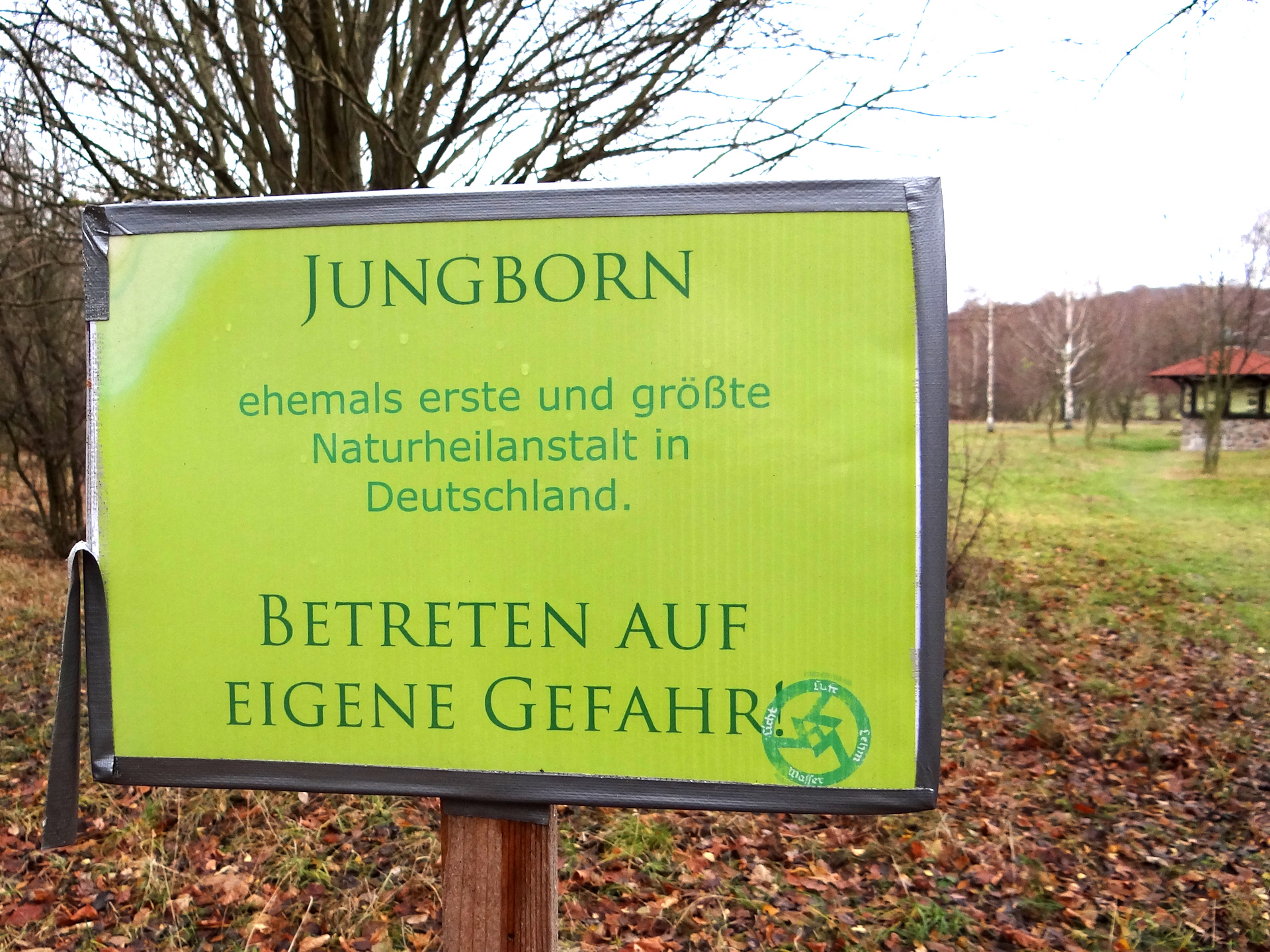
Schild am Rande des Geländes, im Hintergrund ein Informationsrondell
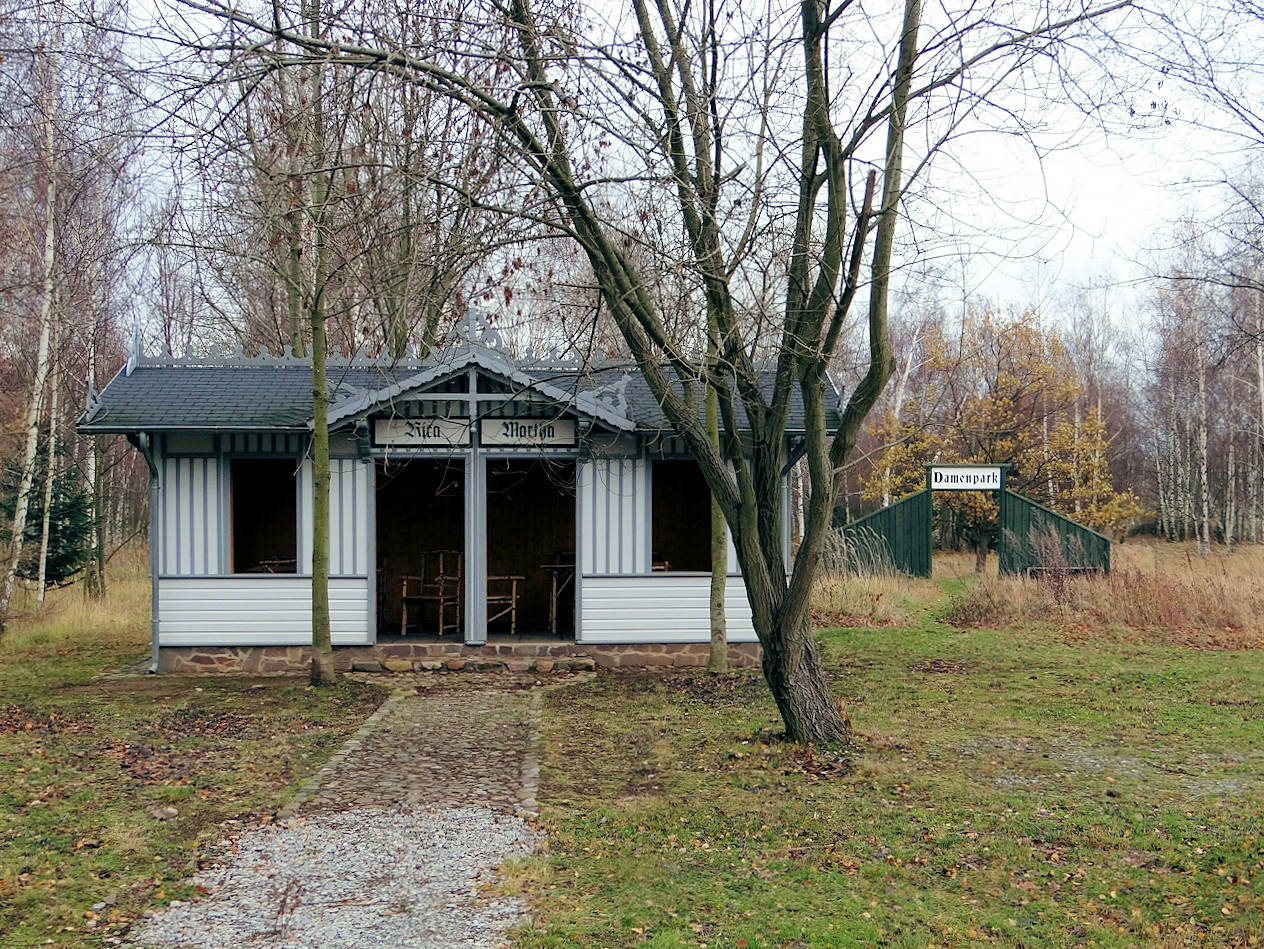
Rekonstruiertes Lichtlufthäuschen, wie es Kurgästen als Unterkunft diente. Im Hintergrund der Eingang zum „Damenpark“
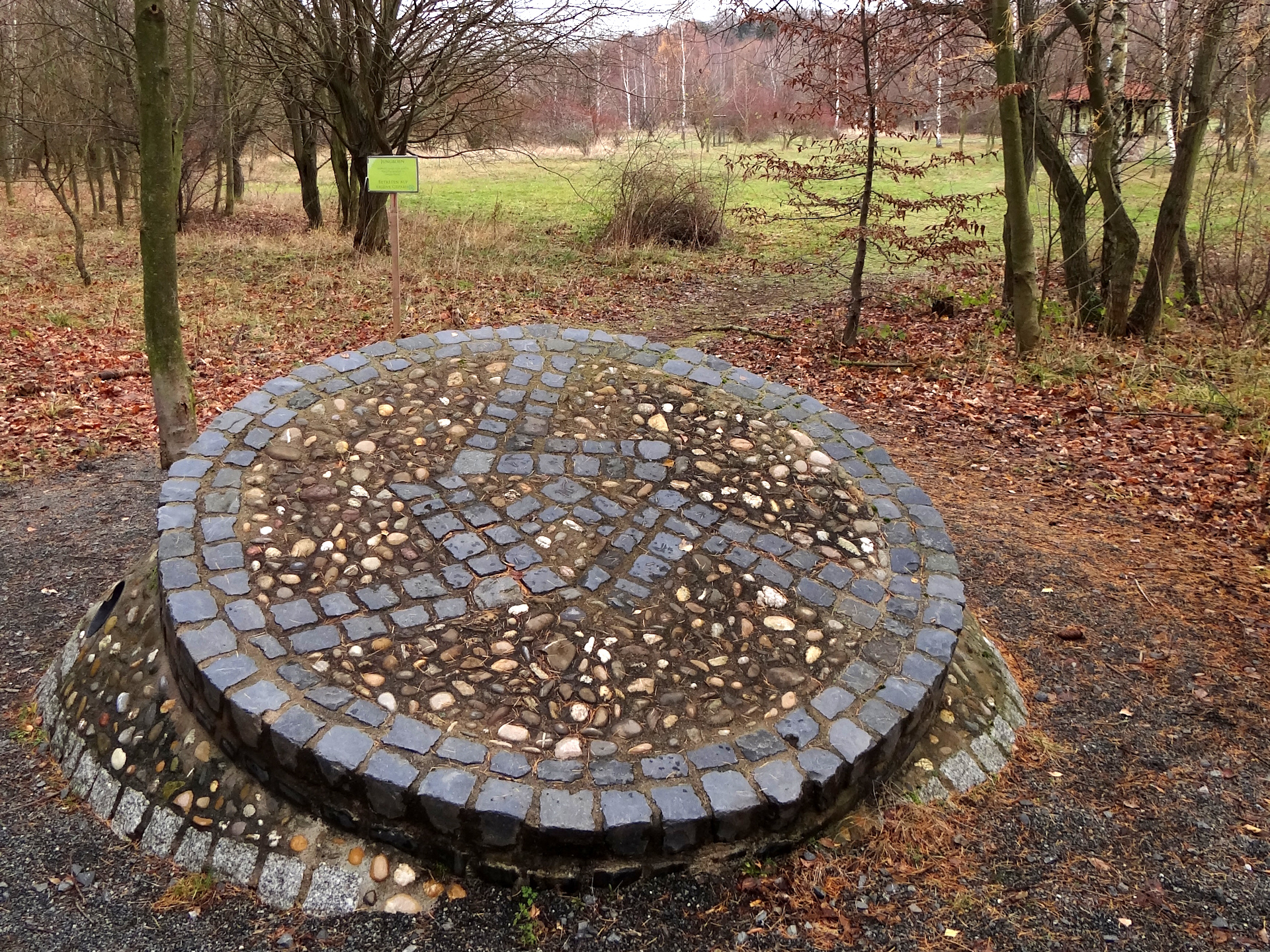
Aus Stein gestaltetes Logo, das die Symbole der Kuranstalt Jungborn (Licht, Luft, Wasser, Lehm) zeigt
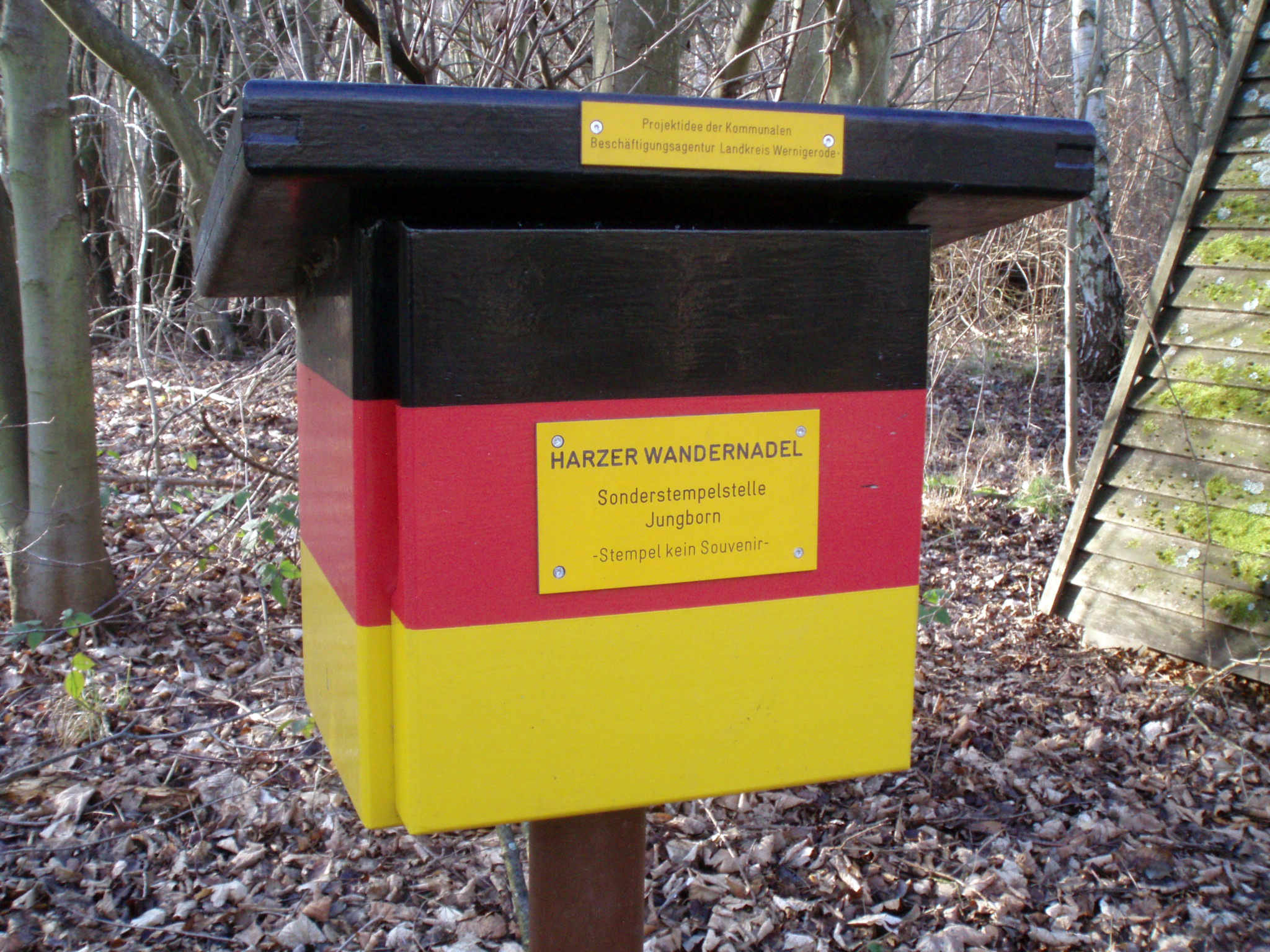
Sonderstempelstelle „Jungborn“ der Harzer Wandernadel